# Cantionale Catholicum
A Cantionale Catholicum című latin-magyar egyházi énekeskönyv, Kájoni János leghíresebb és irodalomtörténeti szempontból a legjelentősebb műve.
| „                              | A mű egészében remek. Éltető hatást váltott ki Erdélyben és vezető helyen áll országos viszonylatban is, több hasonló kortársa között és fölött. Őstalajból és őserőből nőtt ki, népi hagyományon, régi gyakorlaton és rátermett mesteri kézen. Nagy jelentőségét egyöntetűen elismerik a zeneszakértők és a zenetörténet. | ” |
| – P. Benedek Fidél: Csíksomlyó | |   |

## Története
Kájoni János több mint három évtizedes énekgyűjtésének eredménye a Cantionale Catholicum, régi és új magyar aitatos egyházi énekek, dicséretek, zsoltárok és litániák című énekeskönyv.
A Csíksomlyói ferences nyomda első termékét 1676-ban nyomtatták ki, amelynek befejező részében Kájoni így ír a könyv megjelenésének céljáról:
“Édes Hazámnak akartam szolgálni, és másoknak is alkalmatosságot e kis munkámmal adni, hogy akadály nélkül dicsérhessék az Istent”
A Székelyföldön a nép ajkáról gyűjtött énekek sok eredetiséget megőriztek. Feljegyzései a magyar zene szempontjából felbecsülhetetlenek. Egyházi zene terén kapcsolatai a korszak katolikus népének termésével felmérhetetlenek.
A Cantionale Catholicum teljes kialakulását négy azonos vonatkozású Kájoni mű előzte meg. Első a Cantus Catolici, ezt követi egy újabb Cantionale című énekeskönyv. Harmadik részleggyűjteménye egy Egyházi énekeskönyv első része, amelyet Kájoni kezdett írni és az 55. lapig az ő munkája. A Cantionale előkészítő példányát képviselte a Csíkcsobotfalvi-kódex, amely nagyobb részt magyar népénekek gyűjteménye.
A nagy mű kézirata az 1674-es év végére készült el. Nyomtatásban 1676-ban jelent meg Kájoni tartományfőnöksége idején, az általa alapított Csíksomlyói ferences nyomda legelső kiadványaként. A nyomdai munkálatok Kassai András irányításával történtek. Kinyomtatása kilenc hónapig tartott, 1675. október és 1676. júniusa között.
Az énekgyűjteményt Kájoni az 1675. október 8-án keltezett levelében a csicsókeresztúri Torma István Belső-Szolnok vármegye főispánjának ajánlotta, aki a könyv kiadásának költségeit felvállalta.
A Rómából kapott engedély után, 1676. március 11-én a Mikházi rendtartomány részéről Újfalvi Albert teológiai tanár adott kedvező véleményezést, ugyanakkor 1676. április 21-én Csíksomlyón Damokos Kázmér püspök is jóváhagyta a mű kiadását.
A nagy népszerűségnek örvendő énekgyűjtemény több kiadást is megért. 1719-ben, 1805-ben, 1806-ban Erdélyben, Székelyföldön és Moldvában a nép által kedvelt és gyakran használt énekeskönyvet újra kinyomtatták.
Az 1719-es, második kiadás Balás Ágoston ferences tanár és zenész szerkesztésében jelent meg. Harmadszor 1805-ben, Csíksomlyón adták ki eredeti címmel, kisebb változtatásokkal Andrási Rafael ferences zeneszakértő közreműködésével.
Az énekgyűjtemény több pótkiadást is megért. 1845-ben Nagy Énekeskönyv címen a Cantionaleból válogatott templomi énekeket adtak ki Csíksomlyón. 1914-ben egy újabb kiadás látott napvilágot, Erdélyi Egyházmegyei Énekes-könyv címmel, amelyet a csíkszentmártoni Baka János szerkesztett a szárhegyi Sántha Angelus házfőnök és Timár Dénes kántorképzői tanár segítségével. A gyűjtemény második része 1921-ben jelent meg, amely 277 éneket tartalmaz a Kájoni énekeskönyvből.
A Cantionale Catholicum című énekeskönyv eredeti dallamait kéziratos énekeskönyvek, valamint moldvai és székelyföldi népi gyűjtések alapján Domokos Pál Péter rekonstruálta, és jelentette meg 1979-ben az “...édes Hazámnak akartam szolgálni...” című másfélezer oldalas munkájában.
A nagy sikerű énekgyűjtemény megjelentetésének példányszáma ismeretlen.
Kájoni Erdély-szerte gyűjtötte a középkori énekemlékeket, a Cantionale Catholicum című gyűjteményében több százat mentett meg az utókor számára.

## Leírása
A mű főcíme:
Cantionale Catholicum, Régi és új, Deák és Magyar egyházi énekek, dicséretek és Litániák.
Az énekgyűjtemény terjedelme 826 lap.
A Cantionale Catholicum egyetlen nyomdai egységet képez, amelyet a folyamatos ívjelzés és a lapszámozás jelez. A díszes kerettel készített címlap szövege általánosságban foglalja össze a gyűjtemény tartalmát és burkoltan utal annak három fő részére.
Az énekeskönyv 247 latin, 545 magyar és három vegyes nyelvű énekszöveget tartalmaz a miserészekkel együtt. Megtalálhatók benne Jeremiás siralmai és a két legismertebb passió teljes magyar szövege.

## Felosztása
A gyűjtemény három fő részre oszlik, mind a három rész külön címlappal és tartalommal rendelkezik.
A mű bevezető részei a 3-16. számozatlan oldalon találhatók.
I. rész
VIII szakaszban, 280 oldalon írja le az egész egyházi évre, adventtől pünkösdig terjedő egyházi énekeket.
II. rész
XII szakaszban, 280-648. oldalon az alkalmi és időszaki zsoltárokat és énekeket közli Szentháromság, Jézus Szíve, Szűz Mária és a Szentek tiszteletére.
III. rész
A 648-747. oldalon a temetési, végső dolgokról szóló, körmeneti énekeket és litániákat közöl.
750-785. oldalon a Passió, Jézus Jézus szenvedésének története olvasható.
788- 810. oldalon gondosan összeállított tartalomjegyzék található.

## Célja
- Az erdélyiek kezébe egyházi énekeskönyvet adni. Mentesíteni a kántorokat attól, hogy maguknak másoljanak énekeket.
- Egyöntetűséget biztosítani a templomi szolgálat menetében.
- “Édes Hazámnak akartam szolgálni, és másoknak is alkalmatosságot e kis munkámmal adni, hogy akadály nélkül, saját nyelven dicsérhessék az Istent”
- A mise részeit latinról magyarra fordítani, ami addig soha nem volt.

## Modern kiadása
- "... édes Hazámnak akartam szolgálni"; összeáll. Domokos Pál Péter / Kájoni János: Cantionale catholicum. Régi és új, deák és magyar áitatos egyházi énekek; Petrás Incze János: Tudósítások. Okmánytár; Szt. István Társulat, Bp., 1979

## Külső hivatkozások
- [ halott link]]
- A Kájoni János Megyei Könyvtár honlapja